# Margaret Skeete
Margaret Skeete, geboren als Margaret Seward (27 oktober 1878 - 7 mei 1994), was een Amerikaanse supereeuwelinge. Sinds het overlijden van de 117-jarige Delphia Welford op 14 november 1992 was ze de oudste levende persoon in de Verenigde Staten. Daarnaast was ze ten tijde van haar overlijden de op één na oudste mens ter wereld, na Jeanne Calment (1875-1997).
Skeete werd geboren in 1878. Ze huwde met Renn Skeete, die in 1953 overleed. Samen hadden ze twee kinderen. Skeete overleed in 1994 op 115-jarige leeftijd. De 114-jarige Wilhelmina Kott volgde haar op als oudste levende mens in de Verenigde Staten. Skeete’s dochter, Verne Taylor, was de enige van haar kinderen die haar overleefde. Taylor overleed in 2009 op 100-jarige leeftijd.